# Bulligny
Bulligny è un comune francese di 524 abitanti situato nel dipartimento della Meurthe e Mosella nella regione del Grand Est.

## Società

### Evoluzione demografica
Abitanti censiti